# کمبلانشین
کمبلانشین (به فرانسوی: Comblanchien) یک کمون در فرانسه با جمعیت ۶۹۱ نفر است که در Canton of Nuits-Saint-Georges واقع شده‌است.